# DME VT 01.1
De VT 01.1 ook wel Talent genoemd is een dieseltreinstel, een zogenaamde lichtgewichttrein met lagevloerdeel voor het regionaal personenvervoer van de Dortmund-Märkische Eisenbahn Gesellschaft (DME).

## Geschiedenis
De Talent is normaal spoorige treinstel volgens UIC normen door Alexander Neumeister in 1994 ontworpen. Na een bouwtijd van 7 maanden door Waggonfabrik Talbot te Aken werd het prototype in februari 1996 voorgesteld. Het acroniem Talent staat voor Talbot leichter Nahverkehrstriebwagen.
De Dortmund-Märkische Eisenbahn Gesellschaft (DME) was tussen 30 mei 1999 en 11 december 2004 actief in het regionaal personenvervoer. De DME was een dochteronderneming van de Dortmunder Stadtwerke en de Märkischen Verkehrsgesellschaft.
Door een ongeval stond een van de treinen langdurig buiten dienst. Hiervoor werd gedurende de periode tussen juli en september 2003 van Alstom het prototype Lint 41-treinstel VT 707 gehuurd.
Na ontbinding van de onderneming werden de treinen verkocht. Hierbij ging een trein als VT 02.08 over naar de Eurobahn en drie treinen als VT 0011 - VT 0013 over naar Ostseeland Verkehr GmbH.

## Constructie en techniek
Het treinstel is opgebouwd uit een aluminium frame. Typerend aan dit treinstel is door de toepassing van Scharfenbergkoppeling met het grote voorruit. De treinen werden geleverd als tweedelig dieseltreinstel met mechanische transmissie. De trein heeft een lagevloerdeel. Deze treinen kunnen tot drie stuks gecombineerd rijden. De treinen zijn uitgerust met luchtvering.

## Treindiensten
De treinen werden tussen 30 mei 1999 en 11 december 2004 door Dortmund-Märkische Eisenbahn op ingezet het volgend traject.
- RB52 (Volmetalbahn): Dortmund - Hagen - Lüdenscheid (DB 2810)